# Етнопедагогіка
Етнопедаго́гіка — галузь емпіричної педагогіки про виховання підростаючих поколінь, здобутих упродовж історичного розвитку того чи іншого етносу. В етнопедагогіці загальнолюдські надбання трудового, етичного, естетичного виховання втілюються в системі виховання даного народу.

## Завдання
Завдання етнопедагогіки полягає в тому, щоб дитина засвоїла широке коло правил і навичок співжиття у суспільстві, оволодівши перш за все духовними надбаннями рідного народу. Формування гармонійно розвиненої особи, цілісної особистості відбувається на основі засвоєння учнем історично надбаних рідним народом знань і етнічних норм у таких сферах духовності як народний світогляд, народна філософія, народна ідеологія, народна мораль, етика, народна естетика та інших сферах народної духовної культури.

## Українська етнопедагогіка
Українська етнопедагогіка включає в себе такі розділи педагогічних знань як народне дитинознавство, батьківська, родинна педагогіка, народна дидактика і народна педагогічна деонтологія.
Після тривалого періоду ігнорування і заборони в Україні національної системи нині виховання в загальноосвітній школі, у дошкільних і позашкільних закладах стає на шлях відродження, науково-педагогічного осмислення і обґрунтування. По-новому осмислюється значення і роль етнопедагогіки у вихованні майбутніх громадян Української держави. Прийняття Державної національної програми «Освіта» надало процесам етнопедагогічного відродження цілеспрямованого характеру на державних засадах.
Українська народна педагогіка — складова народознавства (українознавства) й водночас один із засобів його реалізації на практиці, тобто є основою педагогіки народознавства.

## Історія
У 60-х роках XX століття Генадієм Волковим у педагогічну науку запроваджено термін «етнопедагогіка». Якщо поняття «народна педагогіка» охоплює емпіричні педагогічні знання без належності до конкретної етнічної спільноти, то поняття «етнопедагогіка» пов'язане з конкретною етнічною належністю педагогічних традицій. Вона досліджує можливості й ефективні шляхи реалізації прогресивних педагогічних ідей народу в сучасній науково-педагогічній практиці, способи встановлення контактів народної педагогічної мудрості з педагогічною наукою, аналізує педагогічне значення явищ народного життя і визначає їх відповідність сучасним завданням виховання.